# Anaxagorea
Anaxagorea là một chi thực vật thuộc họ Annonaceae.
Chi này chứa các loài cây gỗ nhỏ hay cây bụi. Cụm hoa mọc ở đầu cành, đối diện với lá, ở trong hay ngoài nách lá, tụ lại thành chùm hay 1 hoa. Hoa có cuống. Đế hoa lồi. Lá đài 3, mở bằng mảnh vỏ (xếp van), hợp tại gốc. Cánh hoa 6, mọc thành 2 vòng, mỗi vòng xếp van, thẳng đứng tới trải phẳng, gần đều hay các cánh ngoài to hơn một chút. Nhị hoa nhiều, tất cả đều là nhị sinh sản, nhưng đôi khi các nhị bên trong có thể tiêu giảm thành nhị lép; các ngăn bao phấn từ thẳng tới thuôn dài; các mô liên kết nhọn đột ngột tại đỉnh. Lá noãn từ ít tới nhiều; 2 noãn trên mỗi lá noãn; đầu nhụy hình gần cầu hay thuôn dài. Quả có lá noãn rời; các quả đơn lá noãn hình cuống dài hay hình chùy, nứt. Hạt 1 hay 2 trên mỗi quả đơn lá noãn, màu đen và rất bóng, không áo hạt.
Các nghiên cứu phân tử và hình thái học chỉ ra rằng Anaxagorea có quan hệ chị-em với phần còn lại của họ Na.

## Các loài
Chi này có khoảng 27 loài, sinh sống trong khu vực nhiệt đới châu Á và châu Mỹ; 1 loài tại Việt Nam.
Danh sách các loài như sau (A. radiata là một loài ít được biết đến, rất có thể thuộc về A. javanica):
- Anaxagorea acuminata
- Anaxagorea allenii
- Anaxagorea angustifolia
- Anaxagorea borneensis
- Anaxagorea brachycarpa
- Anaxagorea brevipedicellata
- Anaxagorea brevipes
- Anaxagorea crassipetala
- Anaxagorea dolichocarpa
- Anaxagorea floribunda
- Anaxagorea fruticosus (Có thể chỉ là đồng nghĩa của Anaxagorea luzonensis).
- Anaxagorea gigantophylla
- Anaxagorea guatemalensis
- Anaxagorea inundata
- Anaxagorea javanica
- Anaxagorea luzonensis: Quả đầu ngỗng, mông hao tử. Loài này là loài duy nhất có ở Việt Nam.
- Anaxagorea macrantha
- Anaxagorea manausensis
- Anaxagorea pachypetala
- Anaxagorea panamensis
- Anaxagorea petiolata
- Anaxagorea phaeocarpa
- Anaxagorea prinoides - Loài điển hình của chi.
- Anaxagorea radiata (đồng nghĩa: Anaxagorea javanica var. tripetala)
- Anaxagorea rheophytica
- Anaxagorea rufa
- Anaxagorea silvatica